# Stay Around
Stay Around je patnácté studiové album amerického hudebníka JJ Calea. Vydáno bylo 26. dubna 2019 společností Because Music. Album vyšlo necelých šest let po Caleově smrti a deset let po jeho předchozím albu Roll On. Vydáno bylo na CD a na dvojité gramofonové desce. Album masteroval Greg Calbi.

## Seznam skladeb
Autorem všech písní je JJ Cale. Výjimkou je píseň „My Baby Blues“, jejíž autorkou je Christine Lakeland.
1. Lights Down Low – 2:20
2. Chasing You – 4:26
3. Winter Snow – 3:25
4. Stay Around – 4:42
5. Tell You 'Bout Her – 3:45
6. Oh My My – 1:51
7. My Baby Blues – 3:04
8. Girl of Mine – 3:02
9. Go Downtown – 3:32
10. If We Try – 2:49
11. Tell Daddy – 3:24
12. Wish You Were Here – 2:45
13. Long About Sundown – 2:48
14. Maria – 3:38
15. Don't Call Me Joe – 3:01

## Obsazení
- JJ Cale
- Bill Raffensperger
- Bobby Emmons
- Christine Lakeland
- David Briggs
- David Teegarden
- James Cruce
- Jim Keltner
- Jim Karstein
- Johnny Christopher
- Kenny Buttrey
- Larry Bell
- Reggie Young
- Rocky Frisco
- Spooner Oldham
- Tim Drummond
- Tommy Cogbill
- Walt Richmond